# Benjamin Nyarko
Benjamin Nyarko (* 29. Januar 2004) ist ein ghanaischer Fußballspieler.

## Karriere
Nyarko begann seine Karriere beim Mountaineers FC. Im Januar 2023 wechselte er nach Spanien in die CENTED Academy.  Im August 2023 schloss er sich dem österreichischen Zweitligisten SV Lafnitz an. Sein Debüt für Lafnitz in der 2. Liga gab der Angreifer im selben Monat, als er am dritten Spieltag der Saison 2023/24 gegen den FC Dornbirn 1913 in der Startelf stand. Insgesamt kam er bis Saisonende zu 18 Zweitligaeinsätzen, in denen er zweimal traf.
Zur Saison 2024/25 wechselte Nyarko nach Tschechien zum Erstligisten Slovan Liberec.